# Universidad (Madrid)
Universidad (en su origen conocido como barrio de Maravillas) es un barrio del distrito Centro de la ciudad de Madrid. Lo limitan, de un modo certero, las calles de San Bernardo, Calle de San Vicente Ferrer, Calle de Fuencarral y Calle de Carranza (que eran las que pertenecían a la antigua Parroquia de Maravillas). Hoy en día, por confusión con el Barrio de Universidad, se amplía hasta las calles de Princesa, Gran Vía, Fuencarral, Carranza y Alberto Aguilera. Desde finales del siglo xx, se asocia al área de Malasaña, aunque no hay consenso en el área que comprendería; aun así, Malasaña no recibe ningún reconocimiento oficial en la actualidad. Recibe este nombre por encontrarse en la calle de San Bernardo el caserón de San Bernardo, antigua sede de la Universidad de Madrid.

## Origen

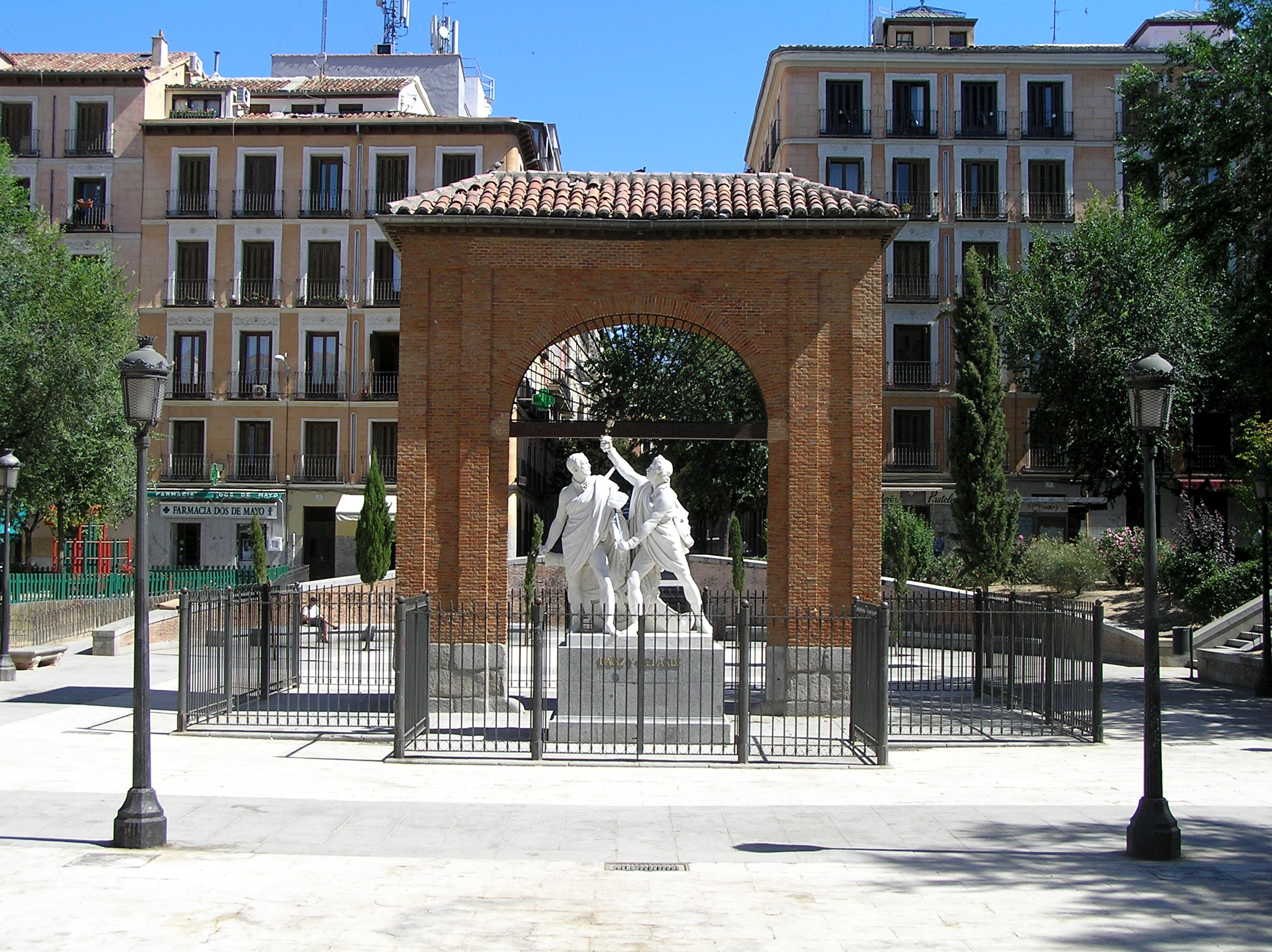
Monumento a Daoiz y Velarde, en la Plaza del 2 de Mayo de Madrid. Obra de Antonio Solá. El arco es la antigua puerta del Cuartel de Monteleón.

Mesonero Romanos recoge en sus Paseos histórico-anecdóticos el origen de su denominación como barrio de Maravillas. Cuenta el cronista que lo tomó del nombre popular que se le daba a un convento de monjas carmelitas situado entre la calle de la Palma alta y la de San Pedro. A su vez, el convento tomaba el nombre de una imagen de la virgen María venerada en su iglesia.
El sobrenombre del barrio —Malasaña— le llegaría luego, a raíz de la calle dedicada en 1879 a Malasaña (Juan Malasaña, padre de Manuela que, sabedor de que su hija había sido asesinada, prefirió seguir combatiendo a los franceses) y desde 1961 a la joven costurera Manuela Malasaña, asesinada por las tropas napoleónicas durante las jornadas de represión posterior al Levantamiento del 2 de mayo de 1808, bajo la acusación de "portar armas", por llevar unas tijeritas de costura cuando fue arrestada. Su cuerpo fue enterrado en el Hospital de la Buena Dicha en la calle de Silva.

## Historia

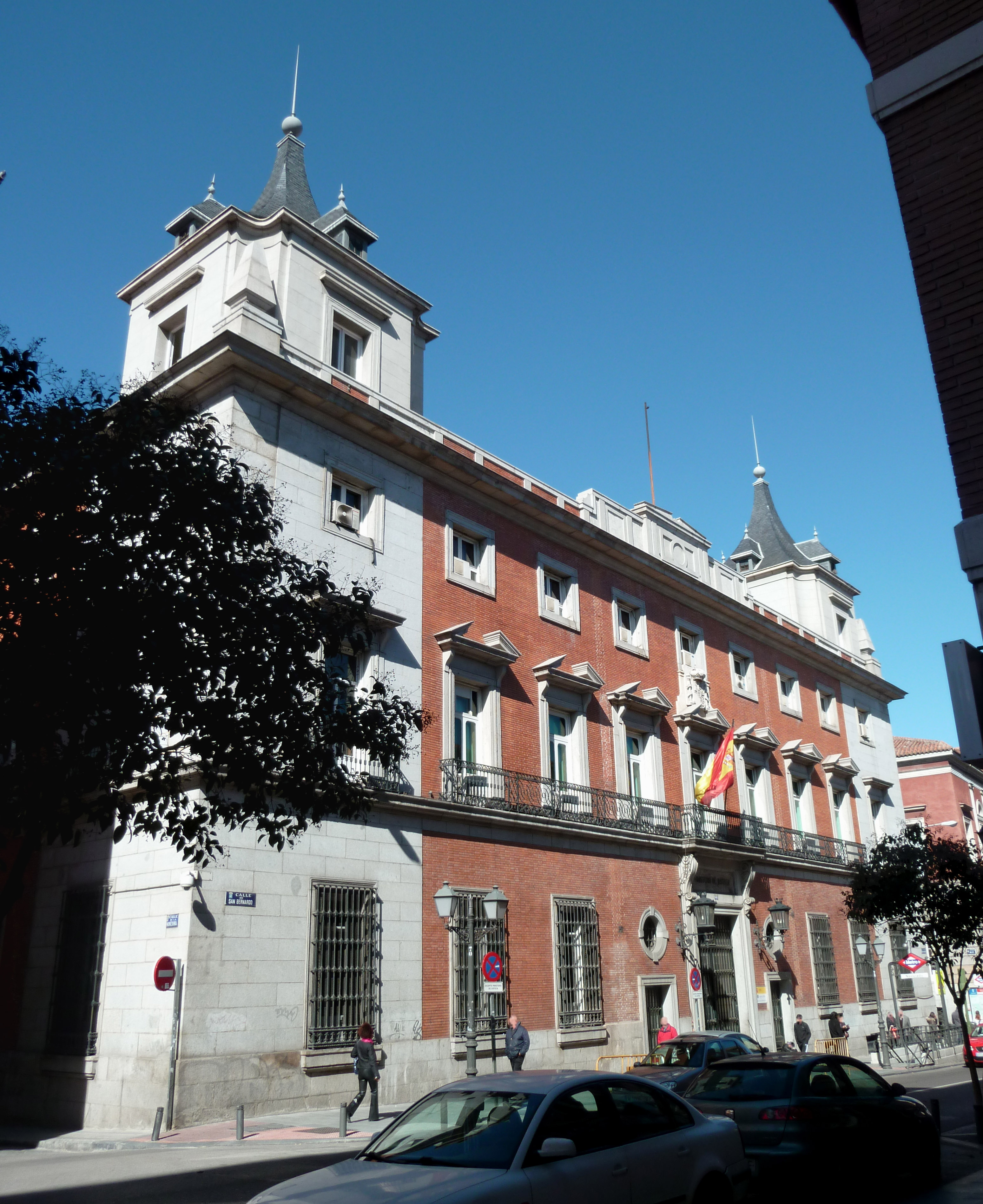
Palacio de la Marquesa de la Sonora, sede del Ministerio de Justicia situada en la calle de San Bernardo.

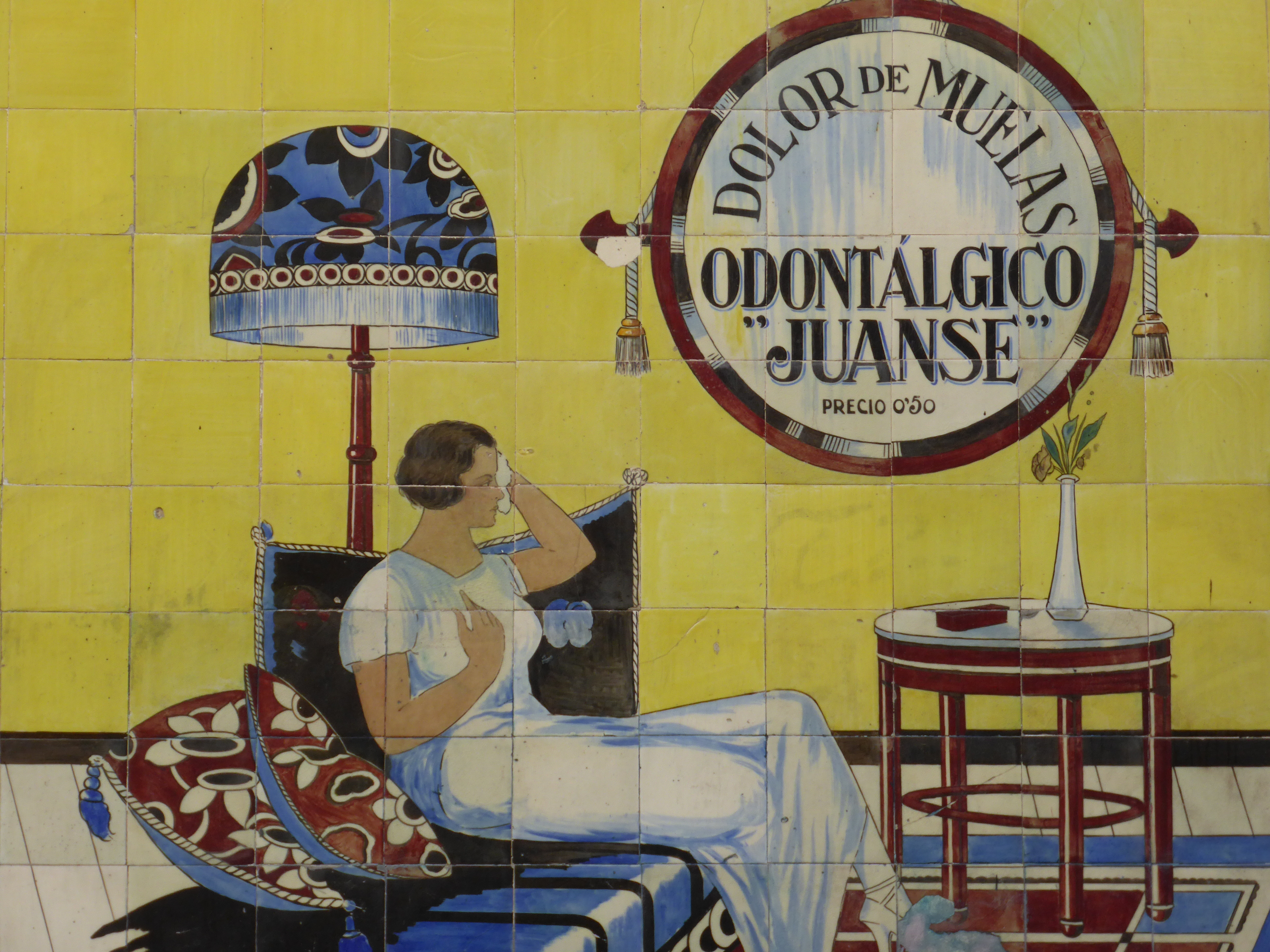
Azulejería decorativa en la fachada de la antigua Farmacia Juanse, en la calle de San Andrés, esquina con San Vicente Ferrer.

En el corazón del barrio está la Plaza del Dos de Mayo, donde estuvo el antiguo emplazamiento del Parque de Artillería de Monteleón, donde se acuartelaron contra la "francesada" la escasa fuerza militar que se levantó en armas contra el ejército napoleónico, bajo el mando de dos capitanes, Luis Daoíz y Pedro Velarde. En la remodelada plaza se conserva el arco del antiguo cuartel, y bajo él un monumento con esculturas de Antonio Solá. Otros plazuelas cercanas al barrio son, por ejemplo, la de San Ildefonso y la de Santa María de Soledad Torres Acosta (más conocida como "Plaza Luna, de Luna o de los Luna").

## Cultura
Como otras muchas zonas céntricas de Madrid, el barrio de Maravillas tiene bastante ambiente alternativo y vida nocturna. Algunos cronistas improvisados han llegado a compararlo con el Camden Town de Londres, el East Village de Nueva York, el Bairro Alto de Lisboa, la Baixa do Porto de Oporto o el Kreuzberg en Berlín. En octubre de 2017 acogió con Chueca el festival de Arte Los Artistas del Barrio, donde más de 200 artistas repartidos por más de 70 espacios abiertos al público abrieron las puertas de sus talleres o mostraron sus obras en locales como La Bicicleta, Belen Artspace, Super Pop,el Enclave etc. Participaron entre otros David Trullo, Pablo Sola, Pablo Kalafaker, Carmen Alvar, Rosa Guerrero, Daniel Garbade, Nino Maza, Daniel Llull, Karma Olivié o María Jesús Hernández.
En Malasaña también se rodaron muchos  películas, como  El cochecito de  Marco Ferreri  o Los peores años de nuestra vida  de  Emilio Martínez Lázaro.

### Coto de lamovida madrileña
Por su situación estratégica entre los barrios de Chueca (luego de tradición gay) y de Argüelles (zona cercana a la Universidad), las calles del entorno de Malasaña focalizaron en gran parte los movimientos de la llamada Movida madrileña de los años 70 y años 80. Se llegarían a considerar lugares de culto bares con una moderada pista de concierto como El Penta y La Vía Láctea. Uno de los fundadores de La Vía Láctea, Marcos López Artiga, explicaba:

«Cuando empezamos, no había locales así en Madrid. Nosotros habíamos viajado por Londres y Ámsterdam, y decidimos montar un sitio donde la gente más margineta pudiese reunirse. Madrid era un desierto; había unas sesenta personas que se movían, seis garitos, dos revistas y cuatro programas de radio. Todo muy deslavazado. La Vía les vino de perlas como punto de encuentro.».

A pesar de varias campañas de protesta de los vecinos, por las noches, las calles de Malasaña siguen atrayendo gente cuyo espectro y edades han ido cambiando, desde los jóvenes haciendo botellón hasta círculos más adultos, universitarios y post-universitarios, además de un creciente número de turistas extranjeros.

## Transportes

### Metro
El barrio de Universidad cuenta con las siguientes estaciones del Metro de Madrid:
- Argüelles (L3, L4, L6).
- Bilbao (L1, L4).
- Gran Vía (L1, L5).
- Tribunal (L1, L10).
- San Bernardo (L2, L4).
- Callao (L3, L5).
- Plaza de España (L3, L10).
- Noviciado (L2).
- Santo Domingo (L2).
- Ventura Rodríguez (L3).

### Autobuses
| Línea | Terminales                                 |
| ----- | ------------------------------------------ |
| 1     | Cristo Rey – Prosperidad                   |
| 2     | Manuel Becerra – Reina Victoria            |
| 3     | Puerta de Toledo – San Amaro               |
| 21    | Pº Pintor Rosales – Bº El Salvador         |
| 40    | Tribunal – Alfonso XIII                    |
| 44    | Callao – Marqués de Viana                  |
| 46    | Sevilla – Moncloa                          |
| 74    | Pº Pintor Rosales – Parque de las Avenidas |
| 75    | Callao – Colonia Manzanares                |
| 133   | Callao – Mirasierra                        |
| 138   | Cristo Rey – Aluche                        |
| 146   | Callao – Los Molinos                       |
| 147   | Callao – Barrio del Pilar                  |
| 148   | Callao – Puente de Vallecas                |
| 149   | Tribunal – Pza. Castilla                   |
| 158   | Plaza de España - Los Cármenes             |
| C1    | Circular 1                                 |
| C2    | Circular 2                                 |
| 001   | Estación de Atocha - Moncloa               |
| 002   | Puerta de Toledo - Argüelles               |
| C03   | Puerta de Toledo - Argüelles               |
| N16   | Cibeles – Avenida de la Peseta             |
| N18   | Cibeles – Las Águilas                      |
| N19   | Cibeles – Colonia San Ignacio de Loyola    |
| N20   | Cibeles – Pitis                            |
| N21   | Cibeles – Arroyo del Fresno                |
| NC1   | Circular 1                                 |
| NC2   | Circular 2                                 |

## En la literatura y la cultura popular
La escritora Rosa Chacel ambientó aquí su novela Barrio de Maravillas, publicada en 1976.

## Residentes famosos
- Fernando Sánchez Dragó, escritor
- Esperanza Aguirre, política